# Août 1832

## Événements
- 9 août : mariage, au château de Compiègne, du roi des Belges Léopold Ier et de la princesse  Louise d’Orléans.
- 15 août : l’encyclique Mirari vos, du pape Grégoire XVI, condamne le journal l’Avenir et ses positions libérales.
- 16 août : Chateaubriand part pour la Suisse et rend visite à la reine Hortense, en exil à Arenenberg (ou le 8?).
- 27 août : Chateaubriand est à Constance.
- 28 août, France : procès des saint-simoniens pour constitution d'association interdite par la loi et publication d'écrits outrageant la morale publique: un an de prison pour Enfantin, Michel Chevalier, Duverger.
- 30 août : 
  - Signature du protocole de Londres qui reprend les dispositions du traité de Constantinople.
  - Arrivée de Mme Récamier à Constance.

## Naissances
- 4 août : François Jacques Dominique Massieu (mort en 1896), mathématicien et physicien français.
- 18 août : Eugène Rouché (mort en 1910), mathématicien français.
- 20 août : Thaddeus S. C. Lowe (mort en 1913),  aéronaute, scientifique et inventeur américain.

## Décès
- 22 août : Henri De Gorge, industriel belge, mort du choléra. Sa mort risque de compromettre l'achèvement de la cité ouvrière du Grand-Hornu une des plus modernes d'Europe à l'époque. Les travaux qui avaient débuté en 1819, imposent très vite le complexe comme un modèle du genre pour son efficacité et son confort.
- 23 août : Johann Georg Wagler, herpétologiste et ornithologue allemand (° 1800).
- 24 août : Sadi Carnot (né en 1796), physicien et ingénieur français.
- 31 août : Everard Home (né en 1756), médecin britannique.